# Liste des chapelles de Maine-et-Loire
La liste des chapelles de Maine-et-Loire présente les chapelles de culte catholique situées sur le territoire des communes du départements français de Maine-et-Loire.
Il est fait état des diverses protections dont elles peuvent bénéficier, et notamment les inscriptions et classements au titre des monuments historiques.
Toutes sont situées dans le diocèse d'Angers.

## Liste
| Chapelle | Commune                      | Adresse | Coordonnées                        | Notice         | Protection                                                                      | Date | Illustration                                                                 |
| --- | ---------------------------- | ------- | ---------------------------------- | -------------- | ------------------------------------------------------------------------------- | ---- | ---------------------------------------------------------------------------- |
| Chapelle de la Bibardère | Allonnes                     |         | 47° 18′ 18″ nord, 0° 01′ 38″ ouest |                |                                                                                 |      | Image manquante Téléverser                                                   |
| Chapelle Notre-Dame d'Allonnes | Allonnes                     |         | 47° 16′ 25″ nord, 0° 01′ 02″ est   |                |                                                                                 |      | Image manquante Téléverser                                                   |
| Chapelle Notre-Dame-de-la-Porte-de-Fer d'Angers                                                                                      | Angers                       |         | à géolocaliser                     |                |                                                                                 |      | Image manquante Téléverser                                                   |
| Chapelle Saint-Eutrope d'Angers | Angers                       |         | à géolocaliser                     |                |                                                                                 |      | Image manquante Téléverser                                                   |
| Chapelle Saint-Geoffroy d'Angers | Angers                       |         | à géolocaliser                     |                |                                                                                 |      | Image manquante Téléverser                                                   |
| Chapelle Sainte-Geneviève d'Angers                                                                                                   | Angers                       |         | à géolocaliser                     |                |                                                                                 |      | Image manquante Téléverser                                                   |
| Chapelle des Ursulines d'Angers | Angers                       |         | 47° 28′ 16″ nord, 0° 32′ 55″ ouest | « PA00108869 » | Inscrit MH                                                                      | 1935 | Chapelle des Ursulines d'Angers                                              |
| Chapelle du Crucifix d'Angers | Angers                       |         | 47° 28′ 39″ nord, 0° 33′ 34″ ouest | « PA00108941 » | Classé MH                                                                       | 1992 | Chapelle du Crucifix d'Angers                                                |
| Chapelle funéraire de la famille Thouin                                                                                              | Angers                       |         | 47° 28′ 37″ nord, 0° 34′ 35″ ouest | « PA00109446 » | Inscrit MH                                                                      | 1992 | Chapelle funéraire de la famille Thouin                                      |
| Chapelle de la Barre | Angers                       |         | 47° 28′ 19″ nord, 0° 35′ 48″ ouest | « PA00108867 » | Classé MH Chapelle y compris son maître-autel et son retable avec leurs statues | 1930 | Chapelle de la Barre                                                         |
| Chapelle Sainte-Marie de Belle-Beille                                                                                                | Angers                       |         | 47° 28′ 34″ nord, 0° 35′ 11″ ouest |                |                                                                                 |      | Image manquante Téléverser                                                   |
| Chapelle de la Fraternité des Capucins d'Angers                                                                                      | Angers                       |         | 47° 27′ 54″ nord, 0° 33′ 38″ ouest |                |                                                                                 |      | Image manquante Téléverser                                                   |
| Chapelle de l'école militaire d'Angers                                                                                               | Angers                       |         | 47° 27′ 20″ nord, 0° 34′ 06″ ouest |                |                                                                                 |      | Image manquante Téléverser                                                   |
| Chapelle de l'hôpital Saint-Jean d'Angers                                                                                            | Angers                       |         | 47° 28′ 42″ nord, 0° 33′ 30″ ouest |                |                                                                                 |      | Image manquante Téléverser                                                   |
| Chapelle du château d'Angers | Angers                       |         | 47° 28′ 13″ nord, 0° 33′ 36″ ouest |                |                                                                                 |      | Image manquante Téléverser                                                   |
| Chapelle du lycée David-d'Angers | Angers                       |         | 47° 27′ 57″ nord, 0° 32′ 42″ ouest |                |                                                                                 |      | Image manquante Téléverser                                                   |
| Chapelle Notre-Dame des Franciscaines de Sainte-Marie-des-Anges de l'Esvière                                                         | Angers                       |         | 47° 28′ 05″ nord, 0° 33′ 45″ ouest |                |                                                                                 |      | Chapelle Notre-Dame des Franciscaines de Sainte-Marie-des-Anges de l'Esvière |
| Chapelle Saint-Benoît-et-Sainte-Scholastique du monastère de la Présentation des Bénédictines de Notre-Dame-du-Calvaire de la Doutre | Angers                       |         | 47° 28′ 43″ nord, 0° 33′ 47″ ouest |                |                                                                                 |      | Image manquante Téléverser                                                   |
| Chapelle Sainte-Anne de l'institution Bellefontaine d'Angers                                                                         | Angers                       |         | 47° 28′ 17″ nord, 0° 32′ 20″ ouest |                |                                                                                 |      | Image manquante Téléverser                                                   |
| Chapelle Saint-Martin d'Angers | Angers                       |         | 47° 28′ 56″ nord, 0° 33′ 32″ ouest |                |                                                                                 |      | Image manquante Téléverser                                                   |
| Chapelle Saint-Serge du grand séminaire Saint-Serge d'Angers                                                                         | Angers                       |         | 47° 28′ 34″ nord, 0° 32′ 49″ ouest |                |                                                                                 |      | Image manquante Téléverser                                                   |
| Chapelle Saint-Thomas-d'Aquin de l'université catholique de l'Ouest d'Angers                                                         | Angers                       |         | 47° 27′ 43″ nord, 0° 32′ 52″ ouest |                |                                                                                 |      | Chapelle Saint-Thomas-d'Aquin de l'université catholique de l'Ouest d'Angers |
| Chapelle de l'hôpital Sainte-Marie d'Angers                                                                                          | Angers                       |         | 47° 28′ 56″ nord, 0° 33′ 32″ ouest | « PA00108896 » | Classé MH Les fresques de la chapelle                                           | 1930 | Chapelle de l'hôpital Sainte-Marie d'Angers                                  |
| Chapelle Notre-Dame-du-Cœur-Immaculé-de-Marie d'Angrie                                                                               | Angrie                       |         | 47° 34′ 02″ nord, 0° 59′ 13″ ouest |                |                                                                                 |      | Image manquante Téléverser                                                   |
| Chapelle de Mihoudy | Aubigné-sur-Layon            |         | 47° 12′ 46″ nord, 0° 28′ 55″ ouest | « IA00052084 » |                                                                                 |      | Image manquante Téléverser                                                   |
| Chapelle Saint-Louis de Champ des Martyrs                                                                                            | Avrillé                      |         | 47° 30′ 40″ nord, 0° 34′ 59″ ouest |                |                                                                                 |      | Image manquante Téléverser                                                   |
| Chapelle de la maison de retraite Anne de Melun de Baugé                                                                             | Baugé-en-Anjou               |         | 47° 32′ 39″ nord, 0° 05′ 53″ ouest |                |                                                                                 |      | Image manquante Téléverser                                                   |
| Chapelle de l'Hôtel-Dieu de Baugé | Baugé-en-Anjou               |         | 47° 32′ 37″ nord, 0° 05′ 57″ ouest | « PA00109414 » | Classé MH                                                                       | 1993 | Chapelle de l'Hôtel-Dieu de Baugé                                            |
| Chapelle Sainte-Barbe de Mincé | Baugé-en-Anjou               |         | 47° 33′ 55″ nord, 0° 11′ 02″ ouest |                |                                                                                 |      | Chapelle Sainte-Barbe de Mincé                                               |
| Chapelle Notre-Dame de Beaulieu-sur-Layon                                                                                            | Beaulieu-sur-Layon           |         | 47° 18′ 40″ nord, 0° 35′ 31″ ouest | « PA00108965 » | Inscrit MH Abside                                                               | 1926 | Chapelle Notre-Dame de Beaulieu-sur-Layon                                    |
| Chapelle Notre-Dame de Beaupréau-en-Mauges                                                                                           | Beaupréau-en-Mauges          |         | 47° 12′ 09″ nord, 0° 59′ 29″ ouest |                |                                                                                 |      | Image manquante Téléverser                                                   |
| Chapelle Sainte-Anne de Beaupréau-en-Mauges                                                                                          | Beaupréau-en-Mauges          |         | 47° 12′ 16″ nord, 0° 58′ 40″ ouest |                |                                                                                 |      | Image manquante Téléverser                                                   |
| Chapelle Saint-Joseph-du-Chêne de Villedieu-la-Blouère                                                                               | Beaupréau-en-Mauges          |         | 47° 08′ 45″ nord, 1° 04′ 07″ ouest |                |                                                                                 |      | Chapelle Saint-Joseph-du-Chêne de Villedieu-la-Blouère                       |
| Chapelle Saint-Michel de Beaupréau-en-Mauges                                                                                         | Beaupréau-en-Mauges          |         | 47° 12′ 08″ nord, 0° 58′ 56″ ouest |                |                                                                                 |      | Image manquante Téléverser                                                   |
| Chapelle Saint-Joseph de Bonnezeaux                                                                                                  | Bellevigne-en-Layon          |         | 47° 16′ 36″ nord, 0° 29′ 03″ ouest |                |                                                                                 |      | Image manquante Téléverser                                                   |
| Chapelle Notre-Dame-de-Pitié de Mâchelles                                                                                            | Bellevigne-en-Layon          |         | 47° 14′ 11″ nord, 0° 30′ 02″ ouest |                |                                                                                 |      | Image manquante Téléverser                                                   |
| Chapelle de la maison de retraite des Ponts                                                                                          | Bellevigne-en-Layon          |         | 47° 15′ 54″ nord, 0° 30′ 31″ ouest |                |                                                                                 |      | Chapelle de la maison de retraite des Ponts                                  |
| Chapelle Saint-Jean de Saint-Rémy-la-Varenne                                                                                         | Brissac Loire Aubance        |         | 47° 23′ 46″ nord, 0° 17′ 52″ ouest | « PA00109288 » | Inscrit MH                                                                      | 1962 | Chapelle Saint-Jean de Saint-Rémy-la-Varenne                                 |
| Chapelle du château de Brissac Loire Aubance                                                                                         | Brissac Loire Aubance        |         | 47° 21′ 10″ nord, 0° 26′ 59″ ouest |                |                                                                                 |      | Image manquante Téléverser                                                   |
| Chapelle du prieuré Saint-Remi de Saint-Rémy-la-Varenne                                                                              | Brissac Loire Aubance        |         | 47° 23′ 53″ nord, 0° 18′ 56″ ouest |                |                                                                                 |      | Chapelle du prieuré Saint-Remi de Saint-Rémy-la-Varenne                      |
| Chapelle Notre-Dame-du-Bon-Secours de Belle Fontaine                                                                                 | Bégrolles-en-Mauges          |         | 47° 09′ 12″ nord, 0° 56′ 15″ ouest |                |                                                                                 |      | Image manquante Téléverser                                                   |
| Chapelle Saint-Jean de l'aumônerie de Candé                                                                                          | Candé                        |         | 47° 33′ 09″ nord, 1° 02′ 50″ ouest |                |                                                                                 |      | Chapelle Saint-Jean de l'aumônerie de Candé                                  |
| Chapelle Saint-Nicolas de Cernusson                                                                                                  | Cernusson                    |         | 47° 10′ 31″ nord, 0° 28′ 57″ ouest |                |                                                                                 |      | Chapelle Saint-Nicolas de Cernusson                                          |
| Chapelle Sainte-Barbe-des-Mines de Chalonnes-sur-Loire                                                                               | Chalonnes-sur-Loire          |         | 47° 20′ 37″ nord, 0° 42′ 38″ ouest |                |                                                                                 |      | Chapelle Sainte-Barbe-des-Mines de Chalonnes-sur-Loire                       |
| Chapelle du cimetière de Chambellay                                                                                                  | Chambellay                   |         | 47° 41′ 23″ nord, 0° 41′ 16″ ouest |                |                                                                                 |      | Image manquante Téléverser                                                   |
| Chapelle de l'Espérance de Chazé-sur-Argos                                                                                           | Chazé-sur-Argos              |         | 47° 35′ 05″ nord, 0° 54′ 37″ ouest |                |                                                                                 |      | Image manquante Téléverser                                                   |
| Chapelle Notre-Dame dite de la Croix-Marie de Buissonnet                                                                             | Chazé-sur-Argos              |         | 47° 37′ 01″ nord, 0° 52′ 58″ ouest |                |                                                                                 |      | Image manquante Téléverser                                                   |
| Chapelle Notre-Dame dite aussi Notre-Dame-des-Eaux de Val Saint-Sulpice                                                              | Cheffes                      |         | 47° 37′ 24″ nord, 0° 30′ 11″ ouest |                |                                                                                 |      | Image manquante Téléverser                                                   |
| Chapelle de la maison de retraite de La Jumellière                                                                                   | Chemillé-en-Anjou            |         | 47° 16′ 51″ nord, 0° 43′ 47″ ouest |                |                                                                                 |      | Image manquante Téléverser                                                   |
| Chapelle de la Vierge dite la Petite chapelle du Collé Pourry                                                                        | Chemillé-en-Anjou            |         | 47° 12′ 17″ nord, 0° 47′ 47″ ouest |                |                                                                                 |      | Image manquante Téléverser                                                   |
| Chapelle des Filles-du-Sacré-Cœur de La Salle-de-Vihiers                                                                             | Chemillé-en-Anjou            |         | 47° 09′ 29″ nord, 0° 38′ 15″ ouest |                |                                                                                 |      | Image manquante Téléverser                                                   |
| Chapelle des Martyrs de Melay | Chemillé-en-Anjou            |         | 47° 10′ 53″ nord, 0° 41′ 46″ ouest |                |                                                                                 |      | Image manquante Téléverser                                                   |
| Chapelle des Treize-Croix | Chemillé-en-Anjou            |         | 47° 08′ 23″ nord, 0° 43′ 05″ ouest |                |                                                                                 |      | Image manquante Téléverser                                                   |
| Chapelle du cimetière de La Salle-de-Vihiers                                                                                         | Chemillé-en-Anjou            |         | 47° 09′ 19″ nord, 0° 38′ 02″ ouest |                |                                                                                 |      | Image manquante Téléverser                                                   |
| Chapelle Notre-Dame-de-Grâce de Neuvy-en-Mauges                                                                                      | Chemillé-en-Anjou            |         | 47° 15′ 53″ nord, 0° 49′ 28″ ouest |                |                                                                                 |      | Image manquante Téléverser                                                   |
| Chapelle Saint-Jean de Saint-Lézin                                                                                                   | Chemillé-en-Anjou            |         | 47° 15′ 10″ nord, 0° 46′ 14″ ouest |                |                                                                                 |      | Image manquante Téléverser                                                   |
| Chapelle de la Planche-Grelet | Chemillé-en-Anjou            |         | 47° 08′ 32″ nord, 0° 43′ 59″ ouest |                |                                                                                 |      | Image manquante Téléverser                                                   |
| Chapelle aux Melles de la Maraisière                                                                                                 | Chenillé-Champteussé         |         | 47° 41′ 55″ nord, 0° 39′ 40″ ouest |                |                                                                                 |      | Image manquante Téléverser                                                   |
| Chapelle du Chêne Rond du Puy Saint-Bonnet                                                                                           | Cholet                       |         | 46° 59′ 54″ nord, 0° 53′ 07″ ouest |                |                                                                                 |      | Image manquante Téléverser                                                   |
| Chapelle Notre-Dame du Puy Saint-Bonnet                                                                                              | Cholet                       |         | 46° 59′ 48″ nord, 0° 53′ 27″ ouest |                |                                                                                 |      | Image manquante Téléverser                                                   |
| Chapelle Notre-Dame-de-la-Paix de la communauté du Bon-Pasteur de Cholet                                                             | Cholet                       |         | 47° 03′ 50″ nord, 0° 51′ 54″ ouest |                |                                                                                 |      | Chapelle Notre-Dame-de-la-Paix de la communauté du Bon-Pasteur de Cholet     |
| Chapelle Saint-Louis de Cholet | Cholet                       |         | 47° 03′ 34″ nord, 0° 53′ 02″ ouest |                |                                                                                 |      | Image manquante Téléverser                                                   |
| Chapelle Notre-Dame-de-Vertu de Coron                                                                                                | Coron                        |         | 47° 07′ 43″ nord, 0° 38′ 30″ ouest |                |                                                                                 |      | Chapelle Notre-Dame-de-Vertu de Coron                                        |
| Chapelle Saint-Joseph de Denée | Denée                        |         | 47° 22′ 27″ nord, 0° 36′ 14″ ouest |                |                                                                                 |      | Chapelle Saint-Joseph de Denée                                               |
| Chapelle Sainte-Suzanne de Linière                                                                                                   | Doué-en-Anjou                |         | 47° 16′ 08″ nord, 0° 22′ 47″ ouest | « IA00033058 » |                                                                                 |      | Image manquante Téléverser                                                   |
| Chapelle Sainte-Émérance de La Pouëze                                                                                                | Erdre-en-Anjou               |         | 47° 32′ 59″ nord, 0° 48′ 25″ ouest | « PA00109240 » | Classé MH                                                                       | 1959 | Chapelle Sainte-Émérance de La Pouëze                                        |
| Chapelle de la Grande Tesnière | Erdre-en-Anjou               |         | 47° 36′ 38″ nord, 0° 51′ 19″ ouest |                |                                                                                 |      | Image manquante Téléverser                                                   |
| Chapelle du château de la Maison Blanche                                                                                             | Erdre-en-Anjou               |         | 47° 35′ 09″ nord, 0° 45′ 35″ ouest |                |                                                                                 |      | Image manquante Téléverser                                                   |
| Chapelle du cimetière de Gené | Erdre-en-Anjou               |         | 47° 37′ 49″ nord, 0° 47′ 56″ ouest |                |                                                                                 |      | Image manquante Téléverser                                                   |
| Chapelle Notre-Dame de Vern-d'Anjou                                                                                                  | Erdre-en-Anjou               |         | 47° 36′ 11″ nord, 0° 49′ 22″ ouest |                |                                                                                 |      | Image manquante Téléverser                                                   |
| Chapelle Saint-Barthélemy de La Pouëze                                                                                               | Erdre-en-Anjou               |         | 47° 32′ 27″ nord, 0° 49′ 51″ ouest |                |                                                                                 |      | Chapelle Saint-Barthélemy de La Pouëze                                       |
| Chapelle Sainte-Anne de Brain-sur-Longuenée                                                                                          | Erdre-en-Anjou               |         | 47° 35′ 03″ nord, 0° 45′ 35″ ouest |                |                                                                                 |      | Chapelle Sainte-Anne de Brain-sur-Longuenée                                  |
| Chapelle du château de Bois Lozé | Erdre-en-Anjou               |         | 47° 34′ 44″ nord, 0° 49′ 14″ ouest |                |                                                                                 |      | Image manquante Téléverser                                                   |
| Chapelle des Vignes de Feneu | Feneu                        |         | 47° 34′ 27″ nord, 0° 35′ 46″ ouest |                |                                                                                 |      | Image manquante Téléverser                                                   |
| Chapelle Notre-Dame-de-Pitié de Fontevraud-l'Abbaye                                                                                  | Fontevraud-l'Abbaye          |         | 47° 10′ 40″ nord, 0° 03′ 19″ est   | « PA00109110 » | Classé MH                                                                       | 1965 | Chapelle Notre-Dame-de-Pitié de Fontevraud-l'Abbaye                          |
| Chapelle du domaine de Mestré | Fontevraud-l'Abbaye          |         | 47° 12′ 04″ nord, 0° 02′ 50″ est   |                |                                                                                 |      | Image manquante Téléverser                                                   |
| Chapelle Saint-Benoît de l'abbaye de Fontevraud                                                                                      | Fontevraud-l'Abbaye          |         | 47° 10′ 52″ nord, 0° 03′ 09″ est   |                |                                                                                 |      | Chapelle Saint-Benoît de l'abbaye de Fontevraud                              |
| Chapelle Saint-Macé de Chênehutte-Trèves-Cunault                                                                                     | Gennes-Val-de-Loire          |         | 47° 19′ 06″ nord, 0° 11′ 22″ ouest | « PA00109379 » | Classé MH                                                                       | 1862 | Image manquante Téléverser                                                   |
| Chapelle d'Alligny | Gennes-Val-de-Loire          |         | 47° 18′ 22″ nord, 0° 20′ 07″ ouest |                |                                                                                 |      | Image manquante Téléverser                                                   |
| Chapelle du cimetière de Chênehutte                                                                                                  | Gennes-Val-de-Loire          |         | 47° 18′ 40″ nord, 0° 09′ 35″ ouest |                |                                                                                 |      | Image manquante Téléverser                                                   |
| Chapelle de Grézillé | Gennes-Val-de-Loire          |         | 47° 19′ 25″ nord, 0° 20′ 50″ ouest |                |                                                                                 |      | Image manquante Téléverser                                                   |
| Chapelle de la Mimerolle | Gennes-Val-de-Loire          |         | 47° 17′ 49″ nord, 0° 08′ 25″ ouest |                |                                                                                 |      | Image manquante Téléverser                                                   |
| Chapelle de Milly-le-Meugon | Gennes-Val-de-Loire          |         | 47° 17′ 12″ nord, 0° 15′ 12″ ouest |                |                                                                                 |      | Image manquante Téléverser                                                   |
| Chapelle du château de Cunault | Gennes-Val-de-Loire          |         | 47° 19′ 50″ nord, 0° 12′ 06″ ouest |                |                                                                                 |      | Image manquante Téléverser                                                   |
| Chapelle du château de la Roche Froissard                                                                                            | Gennes-Val-de-Loire          |         | 47° 20′ 12″ nord, 0° 12′ 54″ ouest |                |                                                                                 |      | Image manquante Téléverser                                                   |
| Chapelle du château de Pimpéan | Gennes-Val-de-Loire          |         | 47° 19′ 18″ nord, 0° 20′ 33″ ouest |                |                                                                                 |      | Image manquante Téléverser                                                   |
| Chapelle du prieuré de la Madeleine de Saint-Martin-de-la-Place                                                                      | Gennes-Val-de-Loire          |         | 47° 18′ 18″ nord, 0° 07′ 54″ ouest |                |                                                                                 |      | Image manquante Téléverser                                                   |
| Chapelle du Thoureil | Gennes-Val-de-Loire          |         | 47° 22′ 12″ nord, 0° 15′ 52″ ouest |                |                                                                                 |      | Image manquante Téléverser                                                   |
| Chapelle Saint-François de Cumeray                                                                                                   | Gennes-Val-de-Loire          |         | 47° 21′ 43″ nord, 0° 16′ 25″ ouest |                |                                                                                 |      | Chapelle Saint-François de Cumeray                                           |
| Chapelle Saint-Martin de l'abbaye de Glanfeuil de Saint-Maur                                                                         | Gennes-Val-de-Loire          |         | 47° 23′ 28″ nord, 0° 17′ 01″ ouest |                |                                                                                 |      | Image manquante Téléverser                                                   |
| Chapelle du château de Boumois | Gennes-Val-de-Loire          |         | 47° 18′ 31″ nord, 0° 07′ 47″ ouest |                |                                                                                 |      | Image manquante Téléverser                                                   |
| Chapelle Notre-Dame de Montplacé | Jarzé Villages               |         | 47° 33′ 47″ nord, 0° 12′ 46″ ouest | « PA00109138 » | Classé MH                                                                       | 1950 | Chapelle Notre-Dame de Montplacé                                             |
| Chapelle du cimetière de Juvardeil                                                                                                   | Juvardeil                    |         | 47° 39′ 14″ nord, 0° 29′ 48″ ouest |                |                                                                                 |      | Image manquante Téléverser                                                   |
| Chapelle Notre-Dame de la Richardière de La Jaille-Yvon                                                                              | La Jaille-Yvon               |         | 47° 43′ 30″ nord, 0° 40′ 43″ ouest |                |                                                                                 |      | Image manquante Téléverser                                                   |
| Chapelle Saint-Loup de La Jaille-Yvon                                                                                                | La Jaille-Yvon               |         | 47° 43′ 22″ nord, 0° 40′ 22″ ouest |                |                                                                                 |      | Image manquante Téléverser                                                   |
| Chapelle Notre-Dame-de-la-Pitié de La Plaine                                                                                         | La Plaine                    |         | 47° 03′ 57″ nord, 0° 37′ 52″ ouest | « IA00052270 » |                                                                                 |      | Image manquante Téléverser                                                   |
| Chapelle Saint-Sébastien-et-Saint-Roch de la Primaudière                                                                             | La Prévière                  |         | 47° 41′ 48″ nord, 1° 10′ 48″ ouest |                |                                                                                 |      | Image manquante Téléverser                                                   |
| Chapelle Saint-Joseph de La Romagne                                                                                                  | La Romagne                   |         | 47° 03′ 41″ nord, 1° 01′ 19″ ouest |                |                                                                                 |      | Image manquante Téléverser                                                   |
| Chapelle du cimetière de La Séguinière                                                                                               | La Séguinière                |         | 47° 03′ 42″ nord, 0° 56′ 30″ ouest |                |                                                                                 |      | Image manquante Téléverser                                                   |
| Chapelle du Sacré-Cœur de La Séguinière                                                                                              | La Séguinière                |         | 47° 03′ 50″ nord, 0° 56′ 13″ ouest |                |                                                                                 |      | Image manquante Téléverser                                                   |
| Chapelle du cimetière de La Tessoualle                                                                                               | La Tessoualle                |         | 47° 00′ 23″ nord, 0° 51′ 15″ ouest |                |                                                                                 |      | Image manquante Téléverser                                                   |
| Chapelle des Vignes d'Andigné | Le Lion-d'Angers             |         | 47° 40′ 00″ nord, 0° 46′ 38″ ouest |                |                                                                                 |      | Image manquante Téléverser                                                   |
| Chapelle du château de la Roche aux Fées                                                                                             | Le Lion-d'Angers             |         | 47° 38′ 11″ nord, 0° 43′ 01″ ouest |                |                                                                                 |      | Image manquante Téléverser                                                   |
| Chapelle du cimetière du Lion-d'Angers                                                                                               | Le Lion-d'Angers             |         | 47° 37′ 52″ nord, 0° 43′ 06″ ouest |                |                                                                                 |      | Image manquante Téléverser                                                   |
| Chapelle Saint-Tibère du May-sur-Èvre                                                                                                | Le May-sur-Èvre              |         | 47° 09′ 20″ nord, 0° 52′ 05″ ouest |                |                                                                                 |      | Chapelle Saint-Tibère du May-sur-Èvre                                        |
| Chapelle Notre-Dame-de-Miséricorde des Fossés                                                                                        | Le May-sur-Èvre              |         | 47° 07′ 53″ nord, 0° 54′ 02″ ouest |                |                                                                                 |      | Chapelle Notre-Dame-de-Miséricorde des Fossés                                |
| Chapelle de l'Immaculée-Conception du Pin-en-Mauges                                                                                  | Le Pin-en-Mauges             |         | 47° 15′ 24″ nord, 0° 53′ 41″ ouest |                |                                                                                 |      | Chapelle de l'Immaculée-Conception du Pin-en-Mauges                          |
| Chapelle Notre-Dame de la Grande-Troche                                                                                              | Les Cerqueux                 |         | 47° 59′ 50″ nord, 0° 36′ 25″ ouest | « IA49004189 » |                                                                                 |      | Chapelle Notre-Dame de la Grande-Troche                                      |
| Chapelle dite de la Sallette de Sœurdres                                                                                             | Les Hauts-d'Anjou            |         | 47° 44′ 13″ nord, 0° 34′ 14″ ouest |                |                                                                                 |      | Image manquante Téléverser                                                   |
| Chapelle du cimetière de Cherré | Les Hauts-d'Anjou            |         | 47° 42′ 37″ nord, 0° 33′ 39″ ouest |                |                                                                                 |      | Image manquante Téléverser                                                   |
| Chapelle du cimetière de Contigné | Les Hauts-d'Anjou            |         | 47° 43′ 45″ nord, 0° 31′ 16″ ouest |                |                                                                                 |      | Image manquante Téléverser                                                   |
| Chapelle du cimetière de Champigné                                                                                                   | Les Hauts-d'Anjou            |         | 47° 40′ 01″ nord, 0° 34′ 18″ ouest |                |                                                                                 |      | Image manquante Téléverser                                                   |
| Chapelle du cimetière de Querré | Les Hauts-d'Anjou            |         | 47° 40′ 45″ nord, 0° 37′ 26″ ouest |                |                                                                                 |      | Image manquante Téléverser                                                   |
| Chapelle du château du Grand Rivet                                                                                                   | Les Ponts-de-Cé              |         | 47° 26′ 15″ nord, 0° 30′ 59″ ouest |                |                                                                                 |      | Image manquante Téléverser                                                   |
| Chapelle du lycée agricole des Ponts-de-Cé                                                                                           | Les Ponts-de-Cé              |         | 47° 26′ 05″ nord, 0° 32′ 15″ ouest |                |                                                                                 |      | Image manquante Téléverser                                                   |
| Chapelle Sainte-Anne de l'école supérieure IRCOM des Ponts-de-Cé                                                                     | Les Ponts-de-Cé              |         | 47° 26′ 35″ nord, 0° 31′ 56″ ouest |                |                                                                                 |      | Image manquante Téléverser                                                   |
| Chapelle Saint-Jacques-et-Saint-Philippe de Chalou                                                                                   | Les Rairies                  |         | 47° 39′ 52″ nord, 0° 12′ 08″ ouest |                |                                                                                 |      | Image manquante Téléverser                                                   |
| Chapelle Saint-Mathurin de la Marsaulaie                                                                                             | Loire-Authion                |         | 47° 25′ 11″ nord, 0° 20′ 42″ ouest | « PA00109281 » | Inscrit MH                                                                      | 1972 | Image manquante Téléverser                                                   |
| Chapelle Notre-Dame-de-la-Salette de la Bohalle                                                                                      | Loire-Authion                |         | 47° 25′ 30″ nord, 0° 23′ 22″ ouest |                |                                                                                 |      | Image manquante Téléverser                                                   |
| Chapelle Saint-Joseph de La Bohalle                                                                                                  | Loire-Authion                |         | 47° 25′ 30″ nord, 0° 23′ 49″ ouest |                |                                                                                 |      | Chapelle Saint-Joseph de La Bohalle                                          |
| Chapelle de la Grande-Potherie | Loiré                        |         | 47° 38′ 44″ nord, 0° 58′ 23″ ouest | « IA49001902 » |                                                                                 |      | Chapelle de la Grande-Potherie                                               |
| Chapelle du cimetière de Loiré | Loiré                        |         | 47° 37′ 00″ nord, 0° 58′ 32″ ouest | « IA49001892 » |                                                                                 |      | Image manquante Téléverser                                                   |
| Chapelle Notre-Dame-de-Bon-Secours de la Badinaie                                                                                    | Loiré                        |         | 47° 38′ 17″ nord, 0° 57′ 36″ ouest | « IA49001894 » |                                                                                 |      | Chapelle Notre-Dame-de-Bon-Secours de la Badinaie                            |
| Chapelle du cimetière de La Membrolle-sur-Longuenée                                                                                  | Longuenée-en-Anjou           |         | 47° 33′ 39″ nord, 0° 40′ 16″ ouest |                |                                                                                 |      | Image manquante Téléverser                                                   |
| Chapelle troglodytique de Rochemenier                                                                                                | Louresse-Rochemenier         |         | 47° 13′ 59″ nord, 0° 17′ 45″ ouest |                |                                                                                 |      | Chapelle troglodytique de Rochemenier                                        |
| Chapelle Sainte-Anne de Tigné | Lys-Haut-Layon               |         | 47° 11′ 51″ nord, 0° 25′ 53″ ouest | « PA00109376 » | Inscrit MH                                                                      | 1926 | Image manquante Téléverser                                                   |
| Chapelle de l'Immaculée-Conception du Voide                                                                                          | Lys-Haut-Layon               |         | 47° 10′ 05″ nord, 0° 33′ 04″ ouest | « IA00052459 » |                                                                                 |      | Image manquante Téléverser                                                   |
| Chapelle Saint-Jean de Vihiers | Lys-Haut-Layon               |         | 47° 08′ 49″ nord, 0° 32′ 14″ ouest | « IA00052404 » |                                                                                 |      | Image manquante Téléverser                                                   |
| Chapelle Saint-Richard de La Boutinière                                                                                              | Lys-Haut-Layon               |         | 47° 07′ 31″ nord, 0° 31′ 47″ ouest | « IA00052426 » |                                                                                 |      | Image manquante Téléverser                                                   |
| Chapelle Cathelineau | Mauges-sur-Loire             |         | 47° 21′ 46″ nord, 1° 00′ 49″ ouest | « PA49000081 » | Inscrit MH                                                                      | 2010 | Chapelle Cathelineau                                                         |
| Chapelle Saint-Aubin de Châteaupanne                                                                                                 | Mauges-sur-Loire             |         | 47° 22′ 06″ nord, 0° 49′ 17″ ouest | « PA49000081 » | Inscrit MH                                                                      | 2008 | Image manquante Téléverser                                                   |
| Chapelle des Anges du Mesnil-en-Vallée                                                                                               | Mauges-sur-Loire             |         | 47° 21′ 55″ nord, 0° 55′ 54″ ouest | « PA00109184 » | Inscrit MH                                                                      | 1969 | Chapelle des Anges du Mesnil-en-Vallée                                       |
| Chapelle du cimetière de Saint-Florent-le-Vieil                                                                                      | Mauges-sur-Loire             |         | 47° 21′ 46″ nord, 1° 01′ 18″ ouest | « PA00109259 » | Classé MH                                                                       | 1862 | Chapelle du cimetière de Saint-Florent-le-Vieil                              |
| Chapelle Notre-Dame-de-la-Charité de Mauges-sur-Loire                                                                                | Mauges-sur-Loire             |         | 47° 19′ 36″ nord, 0° 48′ 59″ ouest |                |                                                                                 |      | Chapelle Notre-Dame-de-la-Charité de Mauges-sur-Loire                        |
| Chapelle Saint-Denis de La Pommeraye                                                                                                 | Mauges-sur-Loire             |         | 47° 21′ 23″ nord, 0° 51′ 31″ ouest |                |                                                                                 |      | Image manquante Téléverser                                                   |
| Chapelle Notre-Dame-du-Sacré-Cœur de Beausse                                                                                         | Mauges-sur-Loire             |         | 47° 19′ 15″ nord, 0° 55′ 14″ ouest |                |                                                                                 |      | Chapelle Notre-Dame-du-Sacré-Cœur de Beausse                                 |
| Chapelle de la Blardière au Maurillais                                                                                               | Mauges-sur-Loire             |         | 47° 21′ 25″ nord, 1° 04′ 44″ ouest |                |                                                                                 |      | Chapelle de la Blardière au Maurillais                                       |
| Chapelle Notre-Dame-de-Toutes-Aides de Maulévrier                                                                                    | Maulévrier                   |         | 47° 00′ 28″ nord, 0° 45′ 03″ ouest |                |                                                                                 |      | Chapelle Notre-Dame-de-Toutes-Aides de Maulévrier                            |
| Chapelle Saint-Joseph de la Liodière                                                                                                 | Mazières-en-Mauges           |         | 47° 02′ 33″ nord, 0° 49′ 12″ ouest |                |                                                                                 |      | Chapelle Saint-Joseph de la Liodière                                         |
| Chapelle du cimetière de Miré | Miré                         |         | 47° 45′ 28″ nord, 0° 29′ 24″ ouest |                |                                                                                 |      | Image manquante Téléverser                                                   |
| Chapelle de l'hôpital Saint-Jean de Montreuil-Bellay                                                                                 | Montreuil-Bellay             |         | 47° 07′ 44″ nord, 0° 09′ 22″ ouest |                |                                                                                 |      | Chapelle de l'hôpital Saint-Jean de Montreuil-Bellay                         |
| Chapelle des Grands-Augustins de Montreuil-Bellay                                                                                    | Montreuil-Bellay             |         | 47° 07′ 49″ nord, 0° 09′ 15″ ouest |                |                                                                                 |      | Chapelle des Grands-Augustins de Montreuil-Bellay                            |
| Chapelle des Petits-Augustins de Montreuil-Bellay                                                                                    | Montreuil-Bellay             |         | 47° 07′ 50″ nord, 0° 09′ 15″ ouest |                |                                                                                 |      | Image manquante Téléverser                                                   |
| Chapelle Saint-Jean-Baptiste de Juigné-Béné                                                                                          | Montreuil-Juigné             |         | 47° 32′ 36″ nord, 0° 37′ 03″ ouest | « IA49009011 » |                                                                                 |      | Image manquante Téléverser                                                   |
| Chapelle Saint-Just de Saint-Pierre-Montlimart                                                                                       | Montrevault-sur-Èvre         |         | 47° 17′ 23″ nord, 1° 01′ 55″ ouest | « PA00109286 » | Inscrit MH                                                                      | 1984 | Image manquante Téléverser                                                   |
| Chapelle du cimetière de la Chapelle-Aubry                                                                                           | Montrevault-sur-Èvre         |         | 47° 14′ 36″ nord, 0° 57′ 22″ ouest |                |                                                                                 |      | Image manquante Téléverser                                                   |
| Chapelle de la Salle Aubry | Montrevault-sur-Èvre         |         | 47° 15′ 28″ nord, 0° 59′ 15″ ouest |                |                                                                                 |      | Image manquante Téléverser                                                   |
| Chapelle Notre-Dame de Liberge | Montrevault-sur-Èvre         |         | 47° 16′ 55″ nord, 0° 58′ 52″ ouest |                |                                                                                 |      | Image manquante Téléverser                                                   |
| Chapelle Saint-Avoye de Saint-Rémy-en-Mauges                                                                                         | Montrevault-sur-Èvre         |         | 47° 17′ 00″ nord, 1° 04′ 09″ ouest |                |                                                                                 |      | Chapelle Saint-Avoye de Saint-Rémy-en-Mauges                                 |
| Chapelle Saint-Étienne de Doucé | Morannes sur Sarthe-Daumeray |         | 47° 39′ 55″ nord, 0° 22′ 28″ ouest | « PA00109071 » | Inscrit MH                                                                      | 1972 | Chapelle Saint-Étienne de Doucé                                              |
| Chapelle du Brossay | Morannes sur Sarthe-Daumeray |         | 47° 43′ 02″ nord, 0° 25′ 24″ ouest |                |                                                                                 |      | Image manquante Téléverser                                                   |
| Chapelle Sainte-Madeleine de Mouliherne                                                                                              | Mouliherne                   |         | 47° 28′ 00″ nord, 0° 01′ 01″ est   | « IA00033872 » |                                                                                 |      | Image manquante Téléverser                                                   |
| Chapelle Saint-Gobérien de Mûrs-Erigné                                                                                               | Mûrs-Erigné                  |         | 47° 23′ 45″ nord, 0° 32′ 57″ ouest |                |                                                                                 |      | Image manquante Téléverser                                                   |
| Chapelle de la Vraie-Croix de Dénezé-sous-le-Lude                                                                                    | Noyant-Villages              |         | 47° 33′ 09″ nord, 0° 07′ 42″ est   |                |                                                                                 |      | Image manquante Téléverser                                                   |
| Chapelle du presbytère de Nuaillé | Nuaillé                      |         | 47° 05′ 40″ nord, 0° 47′ 50″ ouest |                |                                                                                 |      | Image manquante Téléverser                                                   |
| Chapelle Sainte-Croix de la Blanchardière                                                                                            | Ombrée d'Anjou               |         | 47° 40′ 49″ nord, 1° 00′ 58″ ouest |                |                                                                                 |      | Image manquante Téléverser                                                   |
| Chapelle du collège de Combrée | Ombrée d'Anjou               |         | 47° 42′ 20″ nord, 1° 01′ 35″ ouest |                |                                                                                 |      | Image manquante Téléverser                                                   |
| Chapelle Notre-Dame-de-Toutes-Aides de Carcran                                                                                       | Ombrée d'Anjou               |         | 47° 41′ 50″ nord, 1° 05′ 42″ ouest | « IA49001301 » |                                                                                 |      | Image manquante Téléverser                                                   |
| Chapelle Saint-Claude de Chazé-Henry                                                                                                 | Ombrée d'Anjou               |         | 47° 45′ 46″ nord, 1° 06′ 19″ ouest |                |                                                                                 |      | Image manquante Téléverser                                                   |
| Chapelle Sainte-Anne de Grugé-l'Hôpital                                                                                              | Ombrée d'Anjou               |         | 47° 45′ 04″ nord, 1° 02′ 07″ ouest |                |                                                                                 |      | Image manquante Téléverser                                                   |
| Chapelle Saint-Gilles de Saint-Gilles (Maine-et-Loire)                                                                               | Ombrée d'Anjou               |         | 47° 45′ 53″ nord, 1° 01′ 29″ ouest | « IA49001657 » |                                                                                 |      | Chapelle Saint-Gilles de Saint-Gilles (Maine-et-Loire)                       |
| Chapelle Saint-Joseph de Combrée | Ombrée d'Anjou               |         | 47° 42′ 19″ nord, 1° 01′ 54″ ouest |                |                                                                                 |      | Image manquante Téléverser                                                   |
| Chapelle Sainte-Apolline dite chapelle des Martyrs de Drain                                                                          | Orée d'Anjou                 |         | 47° 20′ 28″ nord, 1° 12′ 23″ ouest |                |                                                                                 |      | Chapelle Sainte-Apolline dite chapelle des Martyrs de Drain                  |
| Chapelle du Christ-Habillé de Bouzillé                                                                                               | Orée d'Anjou                 |         | 47° 20′ 18″ nord, 1° 06′ 27″ ouest |                |                                                                                 |      | Chapelle du Christ-Habillé de Bouzillé                                       |
| Chapelle des Martyrs de Saint-Laurent-des-Autels                                                                                     | Orée d'Anjou                 |         | 47° 17′ 18″ nord, 1° 10′ 26″ ouest |                |                                                                                 |      | Chapelle des Martyrs de Saint-Laurent-des-Autels                             |
| Chapelle Sainte-Sophie de Bouzillé                                                                                                   | Orée d'Anjou                 |         | 47° 20′ 18″ nord, 1° 06′ 27″ ouest |                |                                                                                 |      | Chapelle Sainte-Sophie de Bouzillé                                           |
| Chapelle Saint-Julien de la Roche-Foulques                                                                                           | Rives-du-Loir-en-Anjou       |         | 47° 34′ 33″ nord, 0° 27′ 23″ ouest | « PA00109361 » | Inscrit MH                                                                      | 1973 | Chapelle Saint-Julien de la Roche-Foulques                                   |
| Chapelle de la Chiffolière | Saint-Clément-de-la-Place    |         | 47° 31′ 31″ nord, 0° 45′ 29″ ouest |                |                                                                                 |      | Image manquante Téléverser                                                   |
| Chapelle du cimetière de Saint-Clément-de-la-Place                                                                                   | Saint-Clément-de-la-Place    |         | 47° 31′ 27″ nord, 0° 44′ 37″ ouest |                |                                                                                 |      | Image manquante Téléverser                                                   |
| Chapelle Saint-Jean des Marais | Saint-Clément-de-la-Place    |         | 47° 31′ 03″ nord, 0° 42′ 54″ ouest |                |                                                                                 |      | Image manquante Téléverser                                                   |
| Chapelle de Haute-Foy | Saint-Paul-du-Bois           |         | 47° 04′ 37″ nord, 0° 33′ 47″ ouest |                |                                                                                 |      | Chapelle de Haute-Foy                                                        |
| Chapelle du Rai-Profond de Saint-Sigismond                                                                                           | Saint-Sigismond              |         | 47° 27′ 37″ nord, 0° 56′ 50″ ouest |                |                                                                                 |      | Image manquante Téléverser                                                   |
| Petite chapelle du Rai-Profond de Saint-Sigismond                                                                                    | Saint-Sigismond              |         | 47° 27′ 37″ nord, 0° 56′ 50″ ouest |                |                                                                                 |      | Image manquante Téléverser                                                   |
| Chapelle Notre-Dame-des-Ardilliers                                                                                                   | Saumur                       |         | 47° 15′ 11″ nord, 0° 03′ 48″ ouest | « PA00109316 » | Classé MH                                                                       | 1906 | Chapelle Notre-Dame-des-Ardilliers                                           |
| Chapelle Saint-Jean de Saumur | Saumur                       |         | 47° 15′ 37″ nord, 0° 04′ 34″ ouest | « PA00109306 » | Classé MH                                                                       | 1862 | Chapelle Saint-Jean de Saumur                                                |
| Chapelle de la clinique de Bagneux                                                                                                   | Saumur                       |         | 47° 14′ 55″ nord, 0° 05′ 27″ ouest |                |                                                                                 |      | Image manquante Téléverser                                                   |
| Chapelle de la maison de retraite de l'abbaye de Saint-Hilaire-Saint-Florent                                                         | Saumur                       |         | 47° 15′ 50″ nord, 0° 06′ 04″ ouest |                |                                                                                 |      | Image manquante Téléverser                                                   |
| Chapelle de la maison de retraite Sainte-Anne-de-Nantilly de Saumur                                                                  | Saumur                       |         | 47° 14′ 55″ nord, 0° 05′ 27″ ouest |                |                                                                                 |      | Image manquante Téléverser                                                   |
| Chapelle de l'hôpital de Saumur | Saumur                       |         | 47° 15′ 14″ nord, 0° 04′ 41″ ouest |                |                                                                                 |      | Image manquante Téléverser                                                   |
| Chapelle de Saint-Hilaire-Saint-Florent de Saumur                                                                                    | Saumur                       |         | 47° 15′ 57″ nord, 0° 06′ 11″ ouest |                |                                                                                 |      | Image manquante Téléverser                                                   |
| Chapelle du manoir de Fourneux de Dampierre-sur-loire                                                                                | Saumur                       |         | 47° 13′ 35″ nord, 0° 01′ 53″ ouest |                |                                                                                 |      | Image manquante Téléverser                                                   |
| Chapelle Sainte-Jeanne-Delanoue de Saumur                                                                                            | Saumur                       |         | 47° 15′ 47″ nord, 0° 04′ 23″ ouest |                |                                                                                 |      | Chapelle Sainte-Jeanne-Delanoue de Saumur                                    |
| Chapelle Notre-Dame-du-Chêne de La Ferrière-de-Flée                                                                                  | Segré-en-Anjou Bleu          |         | 47° 42′ 54″ nord, 0° 50′ 07″ ouest |                |                                                                                 |      | Chapelle Notre-Dame-du-Chêne de La Ferrière-de-Flée                          |
| Chapelle de la Baderie | Segré-en-Anjou Bleu          |         | 47° 40′ 36″ nord, 0° 49′ 38″ ouest |                |                                                                                 |      | Image manquante Téléverser                                                   |
| Chapelle des Anges | Segré-en-Anjou Bleu          |         | 47° 45′ 49″ nord, 0° 53′ 03″ ouest |                |                                                                                 |      | Image manquante Téléverser                                                   |
| Chapelle dite des Mineurs de Nyoiseau                                                                                                | Segré-en-Anjou Bleu          |         | 47° 43′ 00″ nord, 0° 55′ 05″ ouest |                |                                                                                 |      | Image manquante Téléverser                                                   |
| Chapelle dite du Pinelier de Segré                                                                                                   | Segré-en-Anjou Bleu          |         | 47° 41′ 33″ nord, 0° 52′ 35″ ouest |                |                                                                                 |      | Image manquante Téléverser                                                   |
| Chapelle dite du Pinelier de Segré                                                                                                   | Segré-en-Anjou Bleu          |         | 47° 41′ 33″ nord, 0° 52′ 35″ ouest |                |                                                                                 |      | Image manquante Téléverser                                                   |
| Chapelle du Bois Deux | Segré-en-Anjou Bleu          |         | 47° 41′ 59″ nord, 0° 55′ 28″ ouest |                |                                                                                 |      | Chapelle du Bois Deux                                                        |
| Chapelle de la Douve | Segré-en-Anjou Bleu          |         | 47° 40′ 39″ nord, 0° 58′ 34″ ouest | « IA49001772 » |                                                                                 |      | Chapelle de la Douve                                                         |
| Chapelle du cimetière de Châtelais                                                                                                   | Segré-en-Anjou Bleu          |         | 47° 45′ 34″ nord, 0° 55′ 46″ ouest |                |                                                                                 |      | Image manquante Téléverser                                                   |
| Chapelle du cimetière de Noyant-la-Gravoyère                                                                                         | Segré-en-Anjou Bleu          |         | 47° 41′ 55″ nord, 0° 57′ 36″ ouest |                |                                                                                 |      | Image manquante Téléverser                                                   |
| Chapelle du cimetière de Sainte-Gemmes-d'Andigné                                                                                     | Segré-en-Anjou Bleu          |         | 47° 40′ 29″ nord, 0° 52′ 49″ ouest | « IA49001396 » |                                                                                 |      | Image manquante Téléverser                                                   |
| Chapelle du Pont | Segré-en-Anjou Bleu          |         | 47° 41′ 38″ nord, 0° 48′ 28″ ouest |                |                                                                                 |      | Image manquante Téléverser                                                   |
| Chapelle du Sacré-Cœur de Segré | Segré-en-Anjou Bleu          |         | 47° 40′ 40″ nord, 0° 52′ 07″ ouest |                |                                                                                 |      | Image manquante Téléverser                                                   |
| Chapelle du Sacré-Cœur du Brossais                                                                                                   | Segré-en-Anjou Bleu          |         | 47° 38′ 14″ nord, 0° 51′ 10″ ouest |                |                                                                                 |      | Image manquante Téléverser                                                   |
| Chapelle Notre-Dame des Alleux | Segré-en-Anjou Bleu          |         | 47° 41′ 18″ nord, 0° 47′ 25″ ouest |                |                                                                                 |      | Image manquante Téléverser                                                   |
| Chapelle Notre-Dame du Buron | Segré-en-Anjou Bleu          |         | 47° 41′ 00″ nord, 0° 57′ 40″ ouest | « IA49001727 » |                                                                                 |      | Chapelle Notre-Dame du Buron                                                 |
| Chapelle Saint-Joseph de Segré | Segré-en-Anjou Bleu          |         | 47° 41′ 05″ nord, 0° 52′ 20″ ouest | « IA49001319 » |                                                                                 |      | Image manquante Téléverser                                                   |
| Chapelle Notre-Dame d'Orveau | Segré-en-Anjou Bleu          |         | 47° 42′ 39″ nord, 0° 54′ 17″ ouest | « IA49002155 » |                                                                                 |      | Chapelle Notre-Dame d'Orveau                                                 |
| Chapelle Notre-Dame-de-la-Garde de Seiches-sur-le-Loir                                                                               | Seiches-sur-le-Loir          |         | 47° 35′ 57″ nord, 0° 21′ 50″ ouest | « PA00109355 » | Inscrit MH                                                                      | 1973 | Image manquante Téléverser                                                   |
| Chapelle Notre-Dame-de-Bonnes-Nouvelles de Matheflon                                                                                 | Seiches-sur-le-Loir          |         | 47° 35′ 18″ nord, 0° 21′ 30″ ouest |                |                                                                                 |      | Chapelle Notre-Dame-de-Bonnes-Nouvelles de Matheflon                         |
| Chapelle Saint-Germain de Somloire                                                                                                   | Somloire                     |         | 47° 01′ 35″ nord, 0° 36′ 18″ ouest | « IA00052319 » |                                                                                 |      | Image manquante Téléverser                                                   |
| Chapelle Saint-Jean de Montfaucon-Montigné                                                                                           | Sèvremoine                   |         | 47° 06′ 01″ nord, 1° 07′ 22″ ouest | « PA00109188 » | Classé MH                                                                       | 1973 | Chapelle Saint-Jean de Montfaucon-Montigné                                   |
| Chapelle de la Bernardière | Sèvremoine                   |         | 47° 07′ 33″ nord, 0° 57′ 54″ ouest | « PA00109419 » | Inscrit MH                                                                      | 1989 | Image manquante Téléverser                                                   |
| Chapelle de la Brevère | Sèvremoine                   |         | 47° 08′ 52″ nord, 1° 09′ 58″ ouest |                |                                                                                 |      | Image manquante Téléverser                                                   |
| Chapelle du Sacré-Cœur de Montigné-sur-Moine                                                                                         | Sèvremoine                   |         | 47° 05′ 15″ nord, 1° 08′ 07″ ouest |                |                                                                                 |      | Image manquante Téléverser                                                   |
| Chapelle Notre-Dame-de-la-Miséricorde de la Guiltière                                                                                | Sèvremoine                   |         | 47° 07′ 59″ nord, 1° 13′ 37″ ouest |                |                                                                                 |      | Image manquante Téléverser                                                   |
| Chapelle Notre-Dame-de-Lourdes de Torfou                                                                                             | Sèvremoine                   |         | 47° 02′ 13″ nord, 1° 07′ 00″ ouest |                |                                                                                 |      | Image manquante Téléverser                                                   |
| Chapelle Notre-Dame-de-Miséricorde de Montfaucon-sur-Moine                                                                           | Sèvremoine                   |         | 47° 06′ 01″ nord, 1° 07′ 32″ ouest | « IA49008445 » |                                                                                 |      | Chapelle Notre-Dame-de-Miséricorde de Montfaucon-sur-Moine                   |
| Chapelle Notre-Dame-de-Pitié de Montigné-sur-Moine                                                                                   | Sèvremoine                   |         | 47° 05′ 03″ nord, 1° 08′ 09″ ouest |                |                                                                                 |      | Image manquante Téléverser                                                   |
| Chapelle Notre-Dame-de-Pitié de Saint-André-de-la-Marche                                                                             | Sèvremoine                   |         | 47° 06′ 04″ nord, 0° 59′ 33″ ouest |                |                                                                                 |      | Image manquante Téléverser                                                   |
| Chapelle Sainte-Marguerite de Saint-Macaire-en-Mauges                                                                                | Sèvremoine                   |         | 47° 07′ 24″ nord, 0° 59′ 31″ ouest |                |                                                                                 |      | Image manquante Téléverser                                                   |
| Chapelle Saint-Joseph du Longeron | Sèvremoine                   |         | 47° 00′ 59″ nord, 1° 03′ 10″ ouest |                |                                                                                 |      | Image manquante Téléverser                                                   |
| Chapelle Notre-Dame-de-Toutes-Grâces de la Tulévrière                                                                                | Sèvremoine                   |         | 47° 04′ 38″ nord, 1° 06′ 07″ ouest |                |                                                                                 |      | Chapelle Notre-Dame-de-Toutes-Grâces de la Tulévrière                        |
| Chapelle de la maison mère des Sœurs de Sainte-Marie de Torfou                                                                       | Sèvremoine                   |         | 47° 02′ 10″ nord, 1° 06′ 54″ ouest | « IA49008431 » |                                                                                 |      | Image manquante Téléverser                                                   |
| Chapelle Saint-Gilles de Saint-Germain-sur-Moine                                                                                     | Sèvremoine                   |         | 47° 06′ 10″ nord, 1° 07′ 14″ ouest |                |                                                                                 |      | Chapelle Saint-Gilles de Saint-Germain-sur-Moine                             |
| Chapelle Saint-Joseph de l'Humeau | Sèvremoine                   |         | 47° 05′ 00″ nord, 1° 06′ 35″ ouest |                |                                                                                 |      | Image manquante Téléverser                                                   |
| Chapelle Saint-Arnoult de Sousigné                                                                                                   | Terranjou                    |         | 47° 15′ 29″ nord, 0° 24′ 24″ ouest | « PA00109171 » | Classé MH                                                                       | 1965 | Chapelle Saint-Arnoult de Sousigné                                           |
| Chapelle Saint-Lien de Cornu | Terranjou                    |         | 47° 13′ 57″ nord, 0° 27′ 48″ ouest |                |                                                                                 |      | Chapelle Saint-Lien de Cornu                                                 |
| Chapelle Saint-Martin-des-Noyers | Terranjou                    |         | 47° 13′ 42″ nord, 0° 28′ 43″ ouest | « PA49000101 » | Inscrit MH                                                                      | 2019 | Chapelle Saint-Martin-des-Noyers                                             |
| Chapelle dite de l'oratoire de Tiercé                                                                                                | Tiercé                       |         | 47° 37′ 13″ nord, 0° 27′ 59″ ouest |                |                                                                                 |      | Image manquante Téléverser                                                   |
| Chapelle Sainte-Anne de Tiercé | Tiercé                       |         | 47° 36′ 52″ nord, 0° 28′ 04″ ouest |                |                                                                                 |      | Image manquante Téléverser                                                   |
| Chapelle Saint-René de Maquillé | Tiercé                       |         | 47° 35′ 21″ nord, 0° 28′ 49″ ouest |                |                                                                                 |      | Image manquante Téléverser                                                   |
| Chapelle de Bel-Air | Trélazé                      |         | 47° 26′ 43″ nord, 0° 29′ 44″ ouest |                |                                                                                 |      | Image manquante Téléverser                                                   |
| Chapelle Saint-Lézin de Trélazé | Trélazé                      |         | 47° 27′ 03″ nord, 0° 29′ 29″ ouest | « IA49008887 » |                                                                                 |      | Image manquante Téléverser                                                   |
| Chapelle du château du Rosseau | Trélazé                      |         | 47° 27′ 10″ nord, 0° 30′ 27″ ouest |                |                                                                                 |      | Image manquante Téléverser                                                   |
| Chapelle de Trémentines | Trémentines                  |         | 47° 06′ 20″ nord, 0° 49′ 17″ ouest |                |                                                                                 |      | Chapelle de Trémentines                                                      |
| Chapelle castrale du Vau | Tuffalun                     |         | 47° 15′ 45″ nord, 0° 20′ 37″ ouest |                |                                                                                 |      | Image manquante Téléverser                                                   |
| Chapelle de la Commanderie | Val d'Erdre-Auxence          |         | 47° 28′ 43″ nord, 0° 53′ 13″ ouest |                |                                                                                 |      | Image manquante Téléverser                                                   |
| Chapelle de La Cornuaille | Val d'Erdre-Auxence          |         | 47° 30′ 36″ nord, 0° 58′ 47″ ouest |                |                                                                                 |      | Chapelle de La Cornuaille                                                    |
| Chapelle Saint-Julien du Bois des Gâts                                                                                               | Val d'Erdre-Auxence          |         | 47° 30′ 40″ nord, 0° 56′ 51″ ouest |                |                                                                                 |      | Image manquante Téléverser                                                   |
| Chapelle de Messemé | Vaudelnay                    |         | 47° 08′ 56″ nord, 0° 14′ 46″ ouest |                |                                                                                 |      | Image manquante Téléverser                                                   |
| Chapelle des hôtes de l'abbaye du Loroux                                                                                             | Vernantes                    |         | 47° 25′ 13″ nord, 0° 01′ 26″ est   |                |                                                                                 |      | Image manquante Téléverser                                                   |
| Chapelle de Vernantes | Vernantes                    |         | 47° 23′ 46″ nord, 0° 02′ 53″ est   | « IA00033928 » |                                                                                 |      | Image manquante Téléverser                                                   |
| Chapelle Saint-Sylvain de Verrières-en-Anjou                                                                                         | Verrières-en-Anjou           |         | 47° 30′ 59″ nord, 0° 27′ 32″ ouest |                |                                                                                 |      | Image manquante Téléverser                                                   |
| Chapelle Notre-Dame-de-la-Salette de Grand Champ                                                                                     | Yzernay                      |         | 47° 59′ 30″ nord, 0° 40′ 56″ ouest |                |                                                                                 |      | Image manquante Téléverser                                                   |
| Chapelle du cimetière des Martyrs | Yzernay                      |         | 47° 03′ 41″ nord, 0° 41′ 32″ ouest | « IA49004150 » |                                                                                 |      | Image manquante Téléverser                                                   |
| Chapelle Sainte-Anne du château du Plessis-Bourré                                                                                    | Écuillé                      |         | 47° 37′ 10″ nord, 0° 34′ 27″ ouest |                |                                                                                 |      | Image manquante Téléverser                                                   |
| Chapelle Saint-Jean-Baptiste de Moulin d'Ivray                                                                                       | Étriché                      |         | 47° 38′ 12″ nord, 0° 27′ 44″ ouest |                |                                                                                 |      | Image manquante Téléverser                                                   |